# Windroos (kompas)

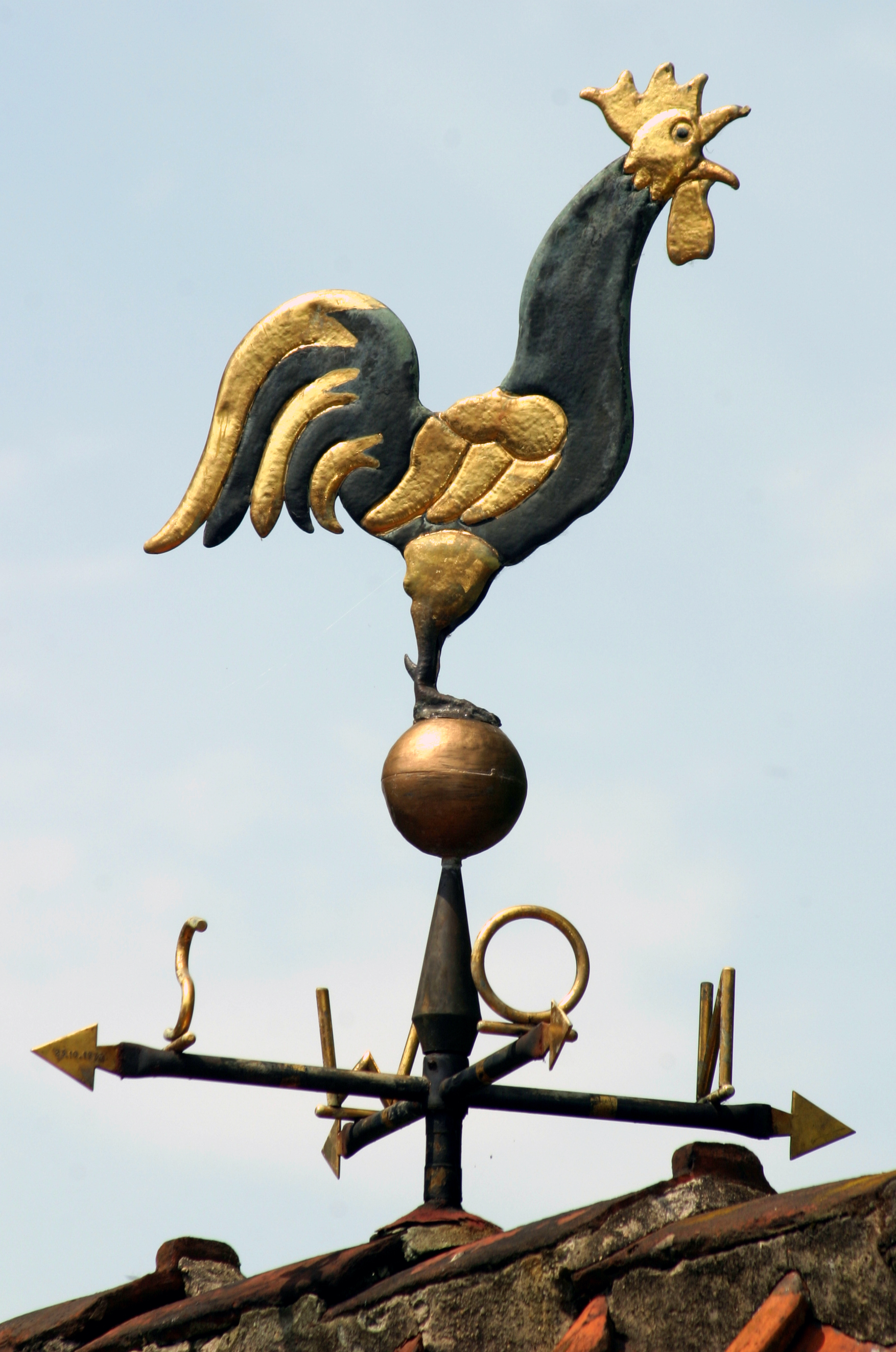
Weerhaan op een windkruis

Een windroos of windkruis is een kruis dat de windrichtingen (noord, oost, zuid en west) aanduidt. 
Een windroos kan teruggevonden worden op een kompas (kompasroos) of onder een windhaan. 
Een zelfkruiende windmolen heeft ook een Windroos.

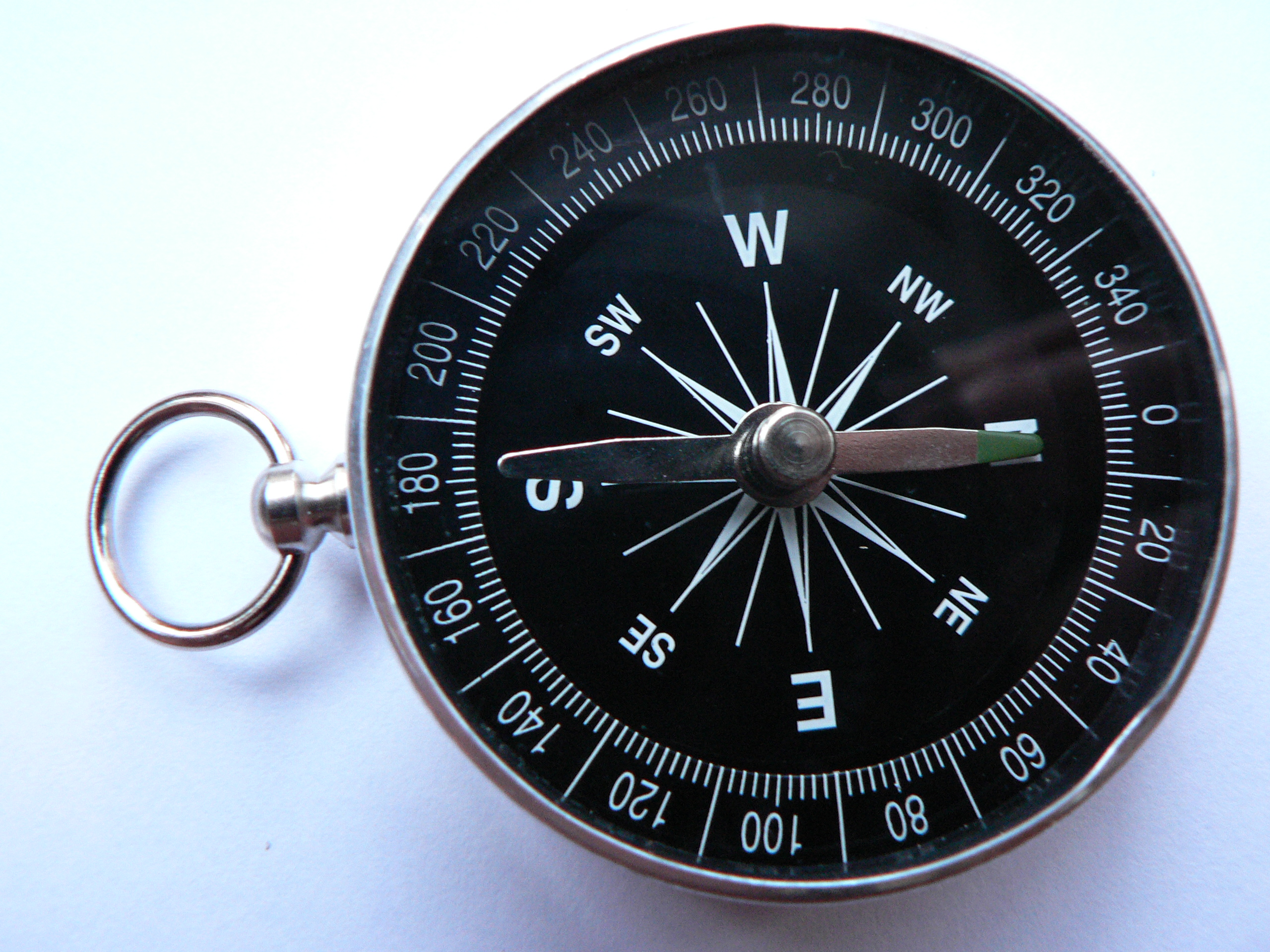
Een kompas met een windkruis of windroos
Windroos met zestien richtingen in het Italiaans: Nord=noord, Est=oost, Sud=zuid, Ovest=west
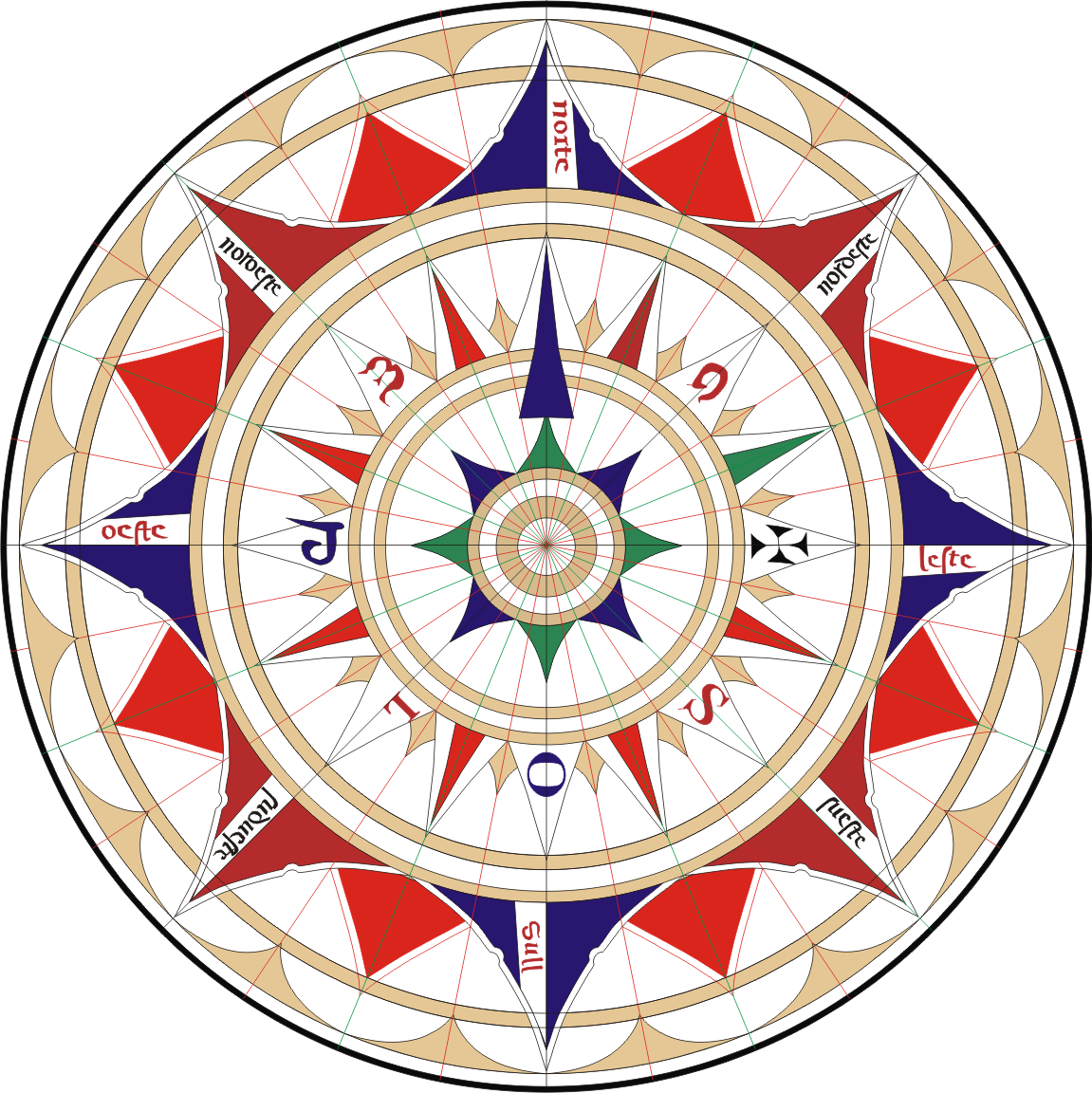
Replica van een 32-puntige windroos uit een schema van Jorge de Aguiar uit 1492
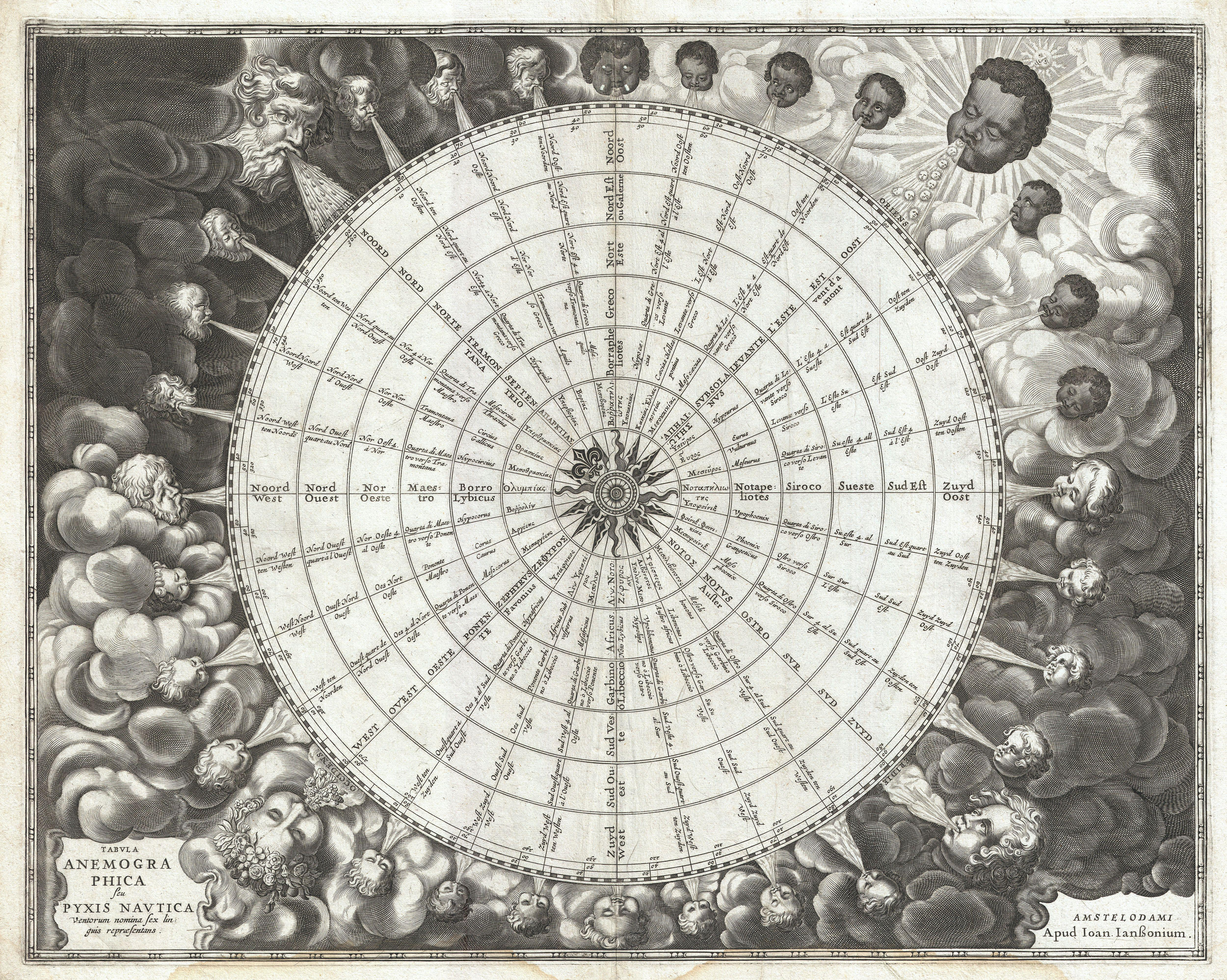
Windroos uit 1650, met verschillende benamingen voor 32 windrichtingen